# Ladislav Jirasek
Ladislav Jirasek secondo altre fonti Vladislav Jirasek (24 giugno 1927 – 31 luglio 1977) è stato un calciatore tedesco, di ruolo portiere.

## Carriera

### Club
Inizia la carriera da calciatore professionista nello Stoccarda durante la stagione 1949-1950, alla fine Jirasek gioca 22 incontri prima di trasferirsi a Monaco di Baviera per giocare nel Bayern. Nella stagione 1950-1951 colleziona 25 presenze in campionato mentre nella stagione seguente gioca solo 1 partita. Nel 1952 si trasferisce al Borussia Neunkirchen, squadra nella quale chiude la carriera alla fine della stagione 1960-1961.

### Nazionale
Jirasek venne convocato nel 1954 per giocare nella nazionale della Saar un incontro a Saarbrücken, il 5 giugno, contro l'Uruguay: in quella partita fu sostituito da Horst Klauck e la sfida si concluse sull'1-7 per gli ospiti.

## Statistiche

### Presenze e reti nei club
| Stagione                    | Squadra                     | Campionato                  | Campionato | Campionato | Coppe nazionali | Coppe nazionali | Coppe nazionali | Coppe internazionali | Coppe internazionali | Coppe internazionali | Altre coppe | Altre coppe | Altre coppe | Totale | Totale |
| Stagione                    | Squadra                     | Comp                        | Pres       | Reti       | Comp            | Pres            | Reti            | Comp                 | Pres                 | Reti                 | Comp        | Pres        | Reti        | Pres   | Reti   |
| --------------------------- | --------------------------- | --------------------------- | ---------- | ---------- | --------------- | --------------- | --------------- | -------------------- | -------------------- | -------------------- | ----------- | ----------- | ----------- | ------ | ------ |
| 1949-1950                   | Stuttgarter Kickers         | OB                          | 22         | 0          | -               | -               | -               | -                    | -                    | -                    | -           | -           | -           | 22     | 0      |
| 1950-1951                   | Bayern Monaco               | OB                          | 25         | 0          | -               | -               | -               | -                    | -                    | -                    | -           | -           | -           | 25     | 0      |
| 1951-1952                   | Bayern Monaco               | OB                          | 1          | 0          | -               | -               | -               | -                    | -                    | -                    | -           | -           | -           | 1      | 0      |
| Totale Bayern Monaco        | Totale Bayern Monaco        | Totale Bayern Monaco        | 26         | 0          | -               | -               | -               | -                    | -                    | -                    | -           | -           | -           | 26     | 0      |
| 1952-1953                   | Borussia Neunkirchen        | OS                          | 29         | 0          | -               | -               | -               | -                    | -                    | -                    | -           | -           | -           | 29     | 0      |
| 1953-1954                   | Borussia Neunkirchen        | OS                          | 29         | 0          | -               | -               | -               | -                    | -                    | -                    | -           | -           | -           | 29     | 0      |
| 1954-1955                   | Borussia Neunkirchen        | OS                          | 27         | 0          | -               | -               |                 |                      | -                    | -                    | -           | -           | -           | 27     | 0      |
| 1955-1956                   | Borussia Neunkirchen        | OS                          | 13         | 0          | -               | -               | -               | -                    | -                    | -                    | -           | -           | -           | 13     | 0      |
| 1956-1957                   | Borussia Neunkirchen        | OS                          | 19         | 0          | -               | -               | -               | -                    | -                    | -                    | -           | -           | -           | 19     | 0      |
| 1957-1958                   | Borussia Neunkirchen        | OS                          | 10         | 0          | -               | -               | -               | -                    | -                    | -                    | -           | -           | -           | 10     | 0      |
| 1958-1959                   | Borussia Neunkirchen        | OS                          | 14         | 0          |                 | -               | -               | -                    | -                    | -                    | -           | -           | -           | 14     | 0      |
| 1959-1960                   | Borussia Neunkirchen        | OS                          | 26         | 0          | -               | -               | -               | -                    | -                    | -                    | -           | -           | -           | 26     | 0      |
| 1960-1961                   | Borussia Neunkirchen        | OS                          | 13         | 0          | -               | -               | -               | -                    | -                    | -                    | -           | -           | -           | 13     | 0      |
| Totale Borussia Neunkirchen | Totale Borussia Neunkirchen | Totale Borussia Neunkirchen | 180        | 0          |                 | -               | -               |                      | -                    | -                    |             | -           | -           | 181    | 0      |
| Totale carriera             | Totale carriera             | Totale carriera             | 228        | 0          |                 | -               | -               |                      | -                    | -                    |             | -           | -           | 229    | 0      |

BL = Bundesliga ----- OB = Oberliga ---- OS = Oberliga Südwest

### Cronologia presenze e reti in Nazionale
| Cronologia completa delle presenze e delle reti in nazionale ― Saar | Cronologia completa delle presenze e delle reti in nazionale ― Saar | Cronologia completa delle presenze e delle reti in nazionale ― Saar | Cronologia completa delle presenze e delle reti in nazionale ― Saar | Cronologia completa delle presenze e delle reti in nazionale ― Saar | Cronologia completa delle presenze e delle reti in nazionale ― Saar | Cronologia completa delle presenze e delle reti in nazionale ― Saar | Cronologia completa delle presenze e delle reti in nazionale ― Saar |
| Data                                                                | Città                                                               | In casa                                                             | Risultato                                                           | Ospiti                                                              | Competizione                                                        | Reti                                                                | Note                                                                |
| ------------------------------------------------------------------- | ------------------------------------------------------------------- | ------------------------------------------------------------------- | ------------------------------------------------------------------- | ------------------------------------------------------------------- | ------------------------------------------------------------------- | ------------------------------------------------------------------- | ------------------------------------------------------------------- |
| 05/06/1954                                                          | Saarbrücken                                                         | Saar                                                                | 1 – 7                                                               | Uruguay                                                             | Amichevole                                                          | 0                                                                   |                                                                     |
| Totale                                                              |                                                                     | Presenze                                                            | 1                                                                   |                                                                     | Reti                                                                | 0                                                                   |                                                                     |

## Palmarès

### Club

#### Competizioni nazionali
- Campionato tedesco occidentale: 1

Stoccarda: 1949-1950